# 今岡睦之
今岡 睦之（いまおか むつゆき、1939年（昭和14年）5月5日 - ）は、日本の政治家。初代伊賀市長（1期）、元上野市長（3期）。三重県伊賀市諏訪出身。

## 略歴
- 1963年 - 三重県庁に入庁。
- 1970年 - 三重県庁を退職。塚本設計事務所へ入所。その後、上野建築研究所を立ち上げる。
- 1975年 - 上野市議会議員選挙に出馬し、当選。3期務める。
- 1993年 - 上野市長選挙に出馬し、当選。その後、上野市長を3期務める。
- 2004年 - 伊賀市長選挙に出馬し、当選。
- 2008年 - 任期満了に伴う伊賀市長選挙には出馬しないことを表明。
- 2015年 - 社会福祉法人維雅幸育会 理事長

## 首長として
- 上野市長の在職中、忍者議会を開催。伊賀市合併後も実施した。
- 上野市長の在職中、伊賀地区市町村合併協議会の会長も務め、伊賀市誕生に尽力した。
- 伊賀市長在職中の2007年4月15日に発生した三重県中部地震の対応に関して、大きな世論の批判にさらされた。（※詳細は三重県中部地震#対策本部長不在問題を参照）。